# Egnasia
Egnasia là một chi bướm đêm thuộc họ Erebidae.